# Орден Чорної зірки
Орден Чорної зірки (фр. Ordre de l'Étoile noire) — скасована колоніальна урядова нагорода Франції.

## Історія
Був заснований 1 грудня 1889 року в Порто-Ново (нинішня столиця Республіки Бенін) майбутнім королем Дагомеї Тоффа.
30 серпня 1892 року отримав новий статут і 30 липня 1894 року був офіційно визнаний урядом Франції, як нагорода, що вручається за поширення французького впливу у Західній Африці.
В період Першої світової війни орденом було нагороджено велику кількість офіцерів армій іноземних держав — союзників Франції (в тому числі, Російської імперії).
Відповідно змінам, внесеними у статут 14 липня 1933 року, орденом могли нагороджуватися лише особи старше 29 років, які прослужили у Французькій Західній Африці не менше 9 років.
Як і інші «колоніальні» ордена Франції, цей орден був скасований декретом від 3 грудня 1963 року в зв'язку зі заснуванням Національного ордена «За заслуги». За нагородженими було збережено право носіння знаків Ордена Чорної зірки.
Після проголошення незалежності Беніну орден використовувався в якості національної нагороди цієї держави (Орден Чорної зірки Беніну).

## Ступеня
1. — Кавалер великого хреста (фр. Grand'croix)
2. — Великий офіцер (фр. Grand officier)
3. — Командор (фр. Commandeur)
4. — Офіцер (фр. Officier)
5. — Кавалер (фр. Chevalier)